# چمچال

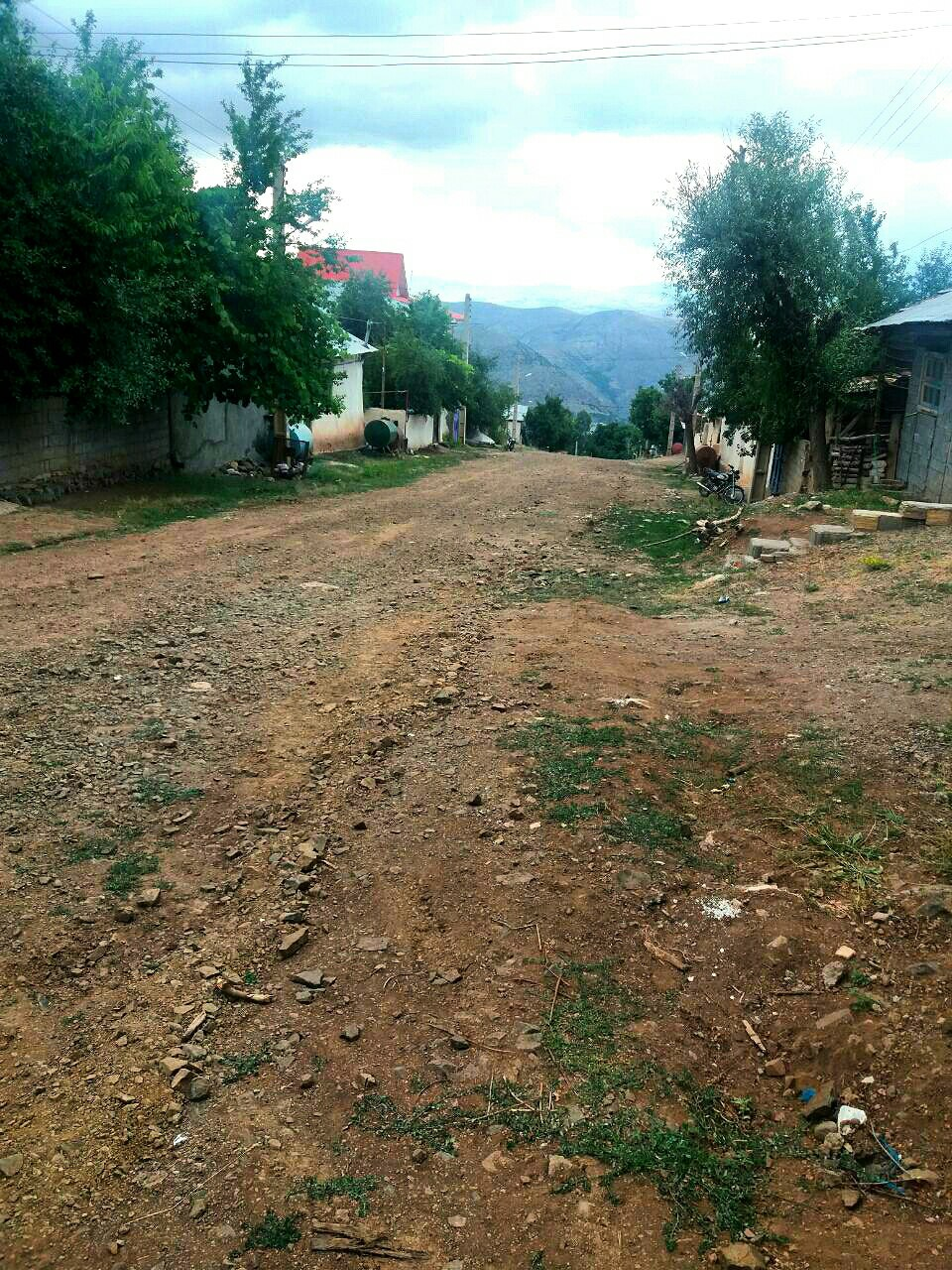
جاده محلی

چمچال روستایی از توابع بخش دیلمان شهرستان سیاهکل در استان گیلان ایران است. زبان رایج در روستای چمچال تاتی است. به گفته محققین تات در زبان اهالی گیلان به معنی بومی، روستایی و یکجانشین می‌باشد و منظور از تات همان قوم گیلک است و منظور از زبان تاتی همان زبان گیلکی می‌باشد.

## جمعیت
این روستا در دهستان پیرکوه قرار دارد و براساس سرشماری مرکز آمار ایران در سال ۱۳۸۵، جمعیت آن ۱۹۶ نفر (۴۴خانوار) بوده‌است.

## منابع

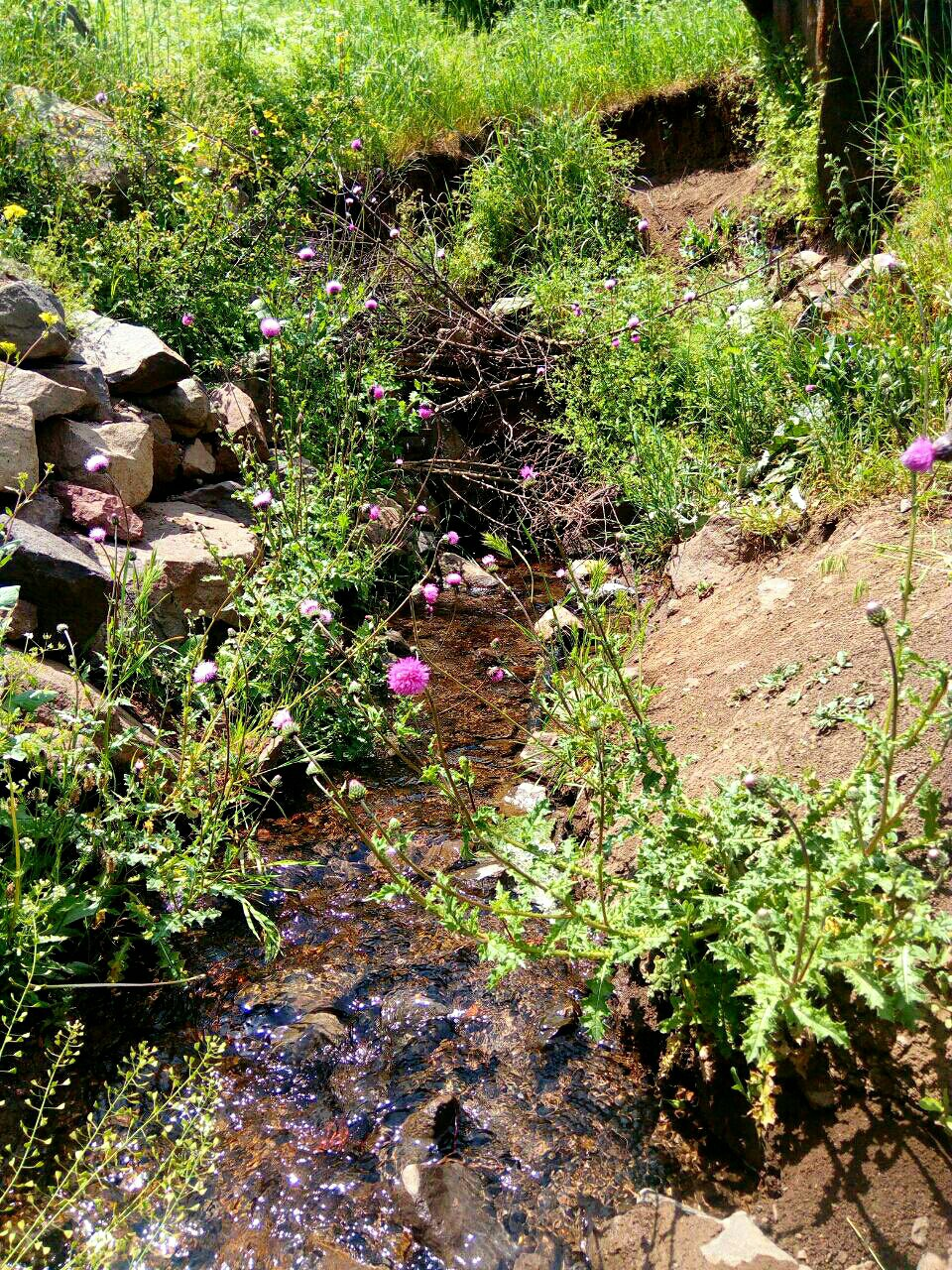
چشمه وندار